# 派扎克
派扎克（法語：Payzac，法語發音：[pɛzak]）是法国多尔多涅省的一个市镇，位于该省东北部，属于农特龙区。

## 地理
派扎克（45°24'4"N, 1°13'4"E）面积47.72 平方千米，位于法国新阿基坦大区多爾多涅省，该省份为法国西南部内陆省份，是法國本土面积第三大的省，大致对应佩里戈尔地区，北起顺时针与夏朗德省、上维埃纳省、科雷兹省、洛特省、洛特-加龙省、吉倫特省和滨海夏朗德省接壤。
与派扎克接壤的市镇（或旧市镇、城区）包括：贝斯纳克、圣埃卢瓦莱蒂勒里、塞居尔堡、昂瓜斯、格朗东、圣西莱尚帕盖、圣梅曼、萨维尼亚克-莱德里耶、萨尔朗德。

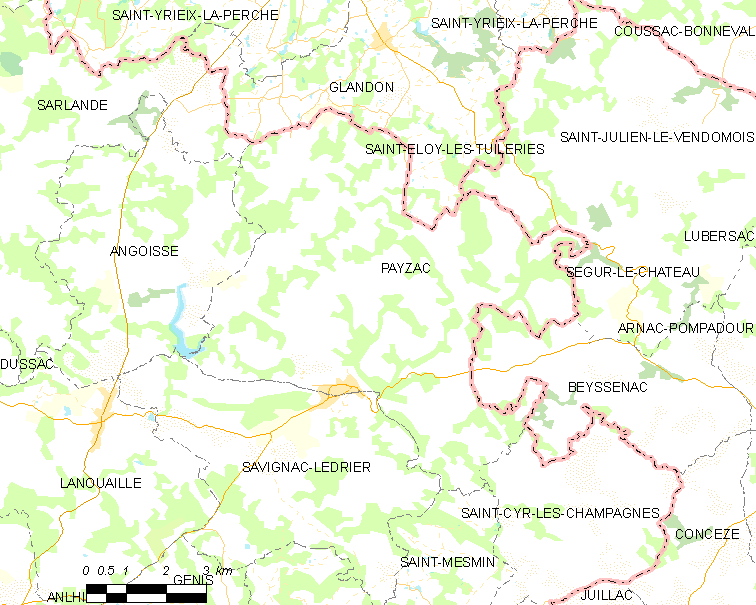
派扎克的OSM定位图

派扎克的时区为UTC+01:00、UTC+02:00（夏令时）。

## 行政
派扎克的邮政编码为24270，INSEE市镇编码为24320。

## 政治
派扎克所属的省级选区为伊勒-卢-欧韦泽尔县。

## 人口

1962-2008年间派扎克人口变化图示

派扎克于2022年1月1日时的人口数量为977人。